# Chi Sấu
Chi Sấu (danh pháp khoa học: Dracontomelon) là một chi của khoảng 10-13 loài cây sống lâu năm, lá thường xanh/bán rụng lá thuộc họ Đào lộn hột (Anacardiaceae). Chúng là các loài cây thân gỗ cao từ 30–55 m. Khu vực phân bố: Đông Nam Á, miền nam Trung Quốc, các đảo trên Thái Bình Dương giáp với Philippines, Indonesia.

## Các loài
- Dracontomelon costatum Blume
- Dracontomelon cuspidatum Blume
- Dracontomelon dao Merr. & Rolfe (đồng nghĩa: Dracontomelon brachyphyllum Ridl., Dracontomelon celebicum Koord., Dracontomelon cumingianum Baill., Dracontomelon edule Skeels, Dracontomelon lamiyo Merr., Dracontomelon laxum Schum., Dracontomelon mangiferum Blume, Dracontomelon puberulum Miq., Dracontomelon sylvestre Bl., Dracontomelon sylvestre Blume, Comeurya cumingiana Baill., Paliurus dao Blanco, Paliurus edulis Blanco, Paliurus lamiyo Blanco, Pomum draconum Rumph., Pomum draconum silvestre Rumph., Poupartia mangifera Bl.)
- Dracontomelon duperreanum Pierre: Sấu (đồng nghĩa: Dracontomelon sinense Stapf)
- Dracontomelon laoticum Evrard & Tardieu
- Dracontomelon lenticulatum Wilkinson
- Dracontomelon macrocarpum Li
- Dracontomelon multijugum Radlk. cũ C.DC.
- Dracontomelon papuanum Lauterb.
- Dracontomelon petelotii Tardieu
- Dracontomelon pilosum Seem.
- Dracontomelon schmidii Tardieu
- Dracontomelon vitiense Engl.